# Le Roi est mort, vive le Roi ! (album)
Pour les articles homonymes, voir Le roi est mort, vive le roi !.
Albums de Enigma
The Cross of Changes
(1993) The Screen Behind the Mirror
(2000)
Le Roi est mort, vive le Roi ! est le troisième album du groupe Enigma sorti en 1996.

## Titres
| No  | Titre                          | Auteur, compositeur    | Durée |
| --- | ------------------------------ | ---------------------- | ----- |
| 1.  | Le Roi est mort, vive le Roi ! | Michael Cretu          | 1:57  |
| 2.  | Morphing Thru Time             | Cretu                  | 5:47  |
| 3.  | Third of Its Kind              | Cretu                  | 0:19  |
| 4.  | Beyond the Invisible           | Cretu, David Fairstein | 5:00  |
| 5.  | Why! ...                       | Cretu                  | 4:59  |
| 6.  | Shadows in Silence             | Cretu                  | 4:21  |
| 7.  | The Child in Us                | Cretu                  | 5:05  |
| 8.  | T.N.T. for the Brain           | Cretu                  | 4:26  |
| 9.  | Almost Full Moon               | Cretu                  | 3:25  |
| 10. | The Roundabout                 | Cretu, Fairstein       | 3:38  |
| 11. | Prism of Life                  | Cretu, Fairstein       | 4:54  |
| 12. | Odyssey of the Mind            | Cretu                  | 1:41  |

Dans la chanson Le Roi est mort, vive le Roi !, on peut entendre un extrait de la bande sonore de 2001, l'Odyssée de l'espace : « X-Ray Delta One, this is Mission Control. » répété à plusieurs reprises.